# Polare Menge
Die polare Menge oder die Polare einer Menge ist ein Begriff aus dem mathematischen Teilgebiet der Funktionalanalysis. Dabei wird einer Menge eines Vektorraums eine Menge des Dualraums zugeordnet und umgekehrt.

## Definition
Ist {\displaystyle E} ein normierter Raum oder allgemeiner ein lokalkonvexer Raum mit Dualraum {\displaystyle E'} und ist {\displaystyle A\subset E} eine Teilmenge, so nennt man
{\displaystyle A^{\circ }:=\{y\in E':\sup\{|y(x)|:x\in A\}\leq 1\}\subset E'}
die Polare von {\displaystyle A}.
Ist {\displaystyle B\subset E'}, so setzt man
{\displaystyle ^{\circ }B:=\{x\in E:\sup\{|y(x)|:y\in B\}\leq 1\}\subset E}
und nennt dies die Polare von {\displaystyle B}. Häufig findet man auch hierfür die Schreibweise {\displaystyle B^{\circ }} und nimmt die damit einhergehende Mehrdeutigkeit in Kauf, denn nach obiger Definition wäre {\displaystyle B^{\circ }} eine Teilmenge des Bidualraums {\displaystyle E^{''}}.

## Beispiele
- Die Polare der Einheitskugel eines normierten Raums ist die Einheitskugel des Dualraums.
- Ist {\displaystyle F\subset E} ein Untervektorraum, so ist {\displaystyle F^{\circ }} der Annullator von {\displaystyle F}.

## Eigenschaften
Für Mengen {\displaystyle A,B,A_{i}\subseteq E} gilt:
- Aus {\displaystyle A\subseteq B} folgt {\displaystyle B^{\circ }\subseteq A^{\circ }}
- Für alle {\displaystyle \lambda \neq 0} gilt {\displaystyle (\lambda A)^{\circ }={\frac {1}{\lambda }}A^{\circ }}
- {\displaystyle (\bigcup _{i\in I}A_{i})^{\circ }=\bigcap _{i\in I}A_{i}^{\circ }} für eine Familie {\displaystyle (A_{i})_{i\in I}} von Teilmengen
- {\displaystyle A^{\circ }} ist absolutkonvex und schwach-*-abgeschlossen.

## Anwendungen
Die wichtigsten Sätze über polare Mengen sind:
- Bipolarensatz[2] : Ist {\displaystyle A\subset E}, so ist {\displaystyle ^{\circ }(A^{\circ })} die absolutkonvexe, schwach-*-abgeschlossene Hülle von {\displaystyle A}.

Ist also {\displaystyle A} absolutkonvex und schwach-*-abgeschlossen, so gilt {\displaystyle ^{\circ }(A^{\circ })=A}. Dies kann als einfache Folge aus dem Trennungssatz angesehen werden.
- Satz von Banach-Alaoglu[3]: Die Polare einer Nullumgebung ist schwach-*-kompakt.

Mittels polarer Mengen lassen sich einige lokalkonvexe Topologien recht einfach beschreiben:
- Die Menge aller Polaren aller endlichen Mengen des Dualraums bildet eine Nullumgebungsbasis der schwachen Topologie auf {\displaystyle E}.
- Die Menge aller Polaren aller endlichen Mengen des Vektorraums bildet eine Nullumgebungsbasis der schwach-*-Topologie auf {\displaystyle E'}
- Die Menge aller Polaren aller absolutkonvexen, schwach-*-kompakten Teilmengen des Dualraums bildet eine Nullumgebungsbasis der Mackey-Topologie auf {\displaystyle E}.
- Die Menge aller Polaren aller schwach-*-beschränkten Teilmengen des Dualraums bildet eine Nullumgebungsbasis der so genannten starken Topologie auf {\displaystyle E}.